# LNAH 2006/07
Die Saison 2006/07 war die elfte reguläre Saison der Ligue Nord-Américaine de Hockey (bis 2003 Ligue de hockey semi-professionnelle de Québec; bis 2004 Ligue de hockey senior majeur du Québec). Die acht Teams absolvierten in der regulären Saison je 48 Begegnungen. Das punktbeste Team der regulären Saison waren die Saint-François de Sherbrooke, während die Summum-Chiefs de Saint-Jean-sur-Richelieu in den Play-offs zum ersten Mal die Coupe Futura gewannen.

## Teamänderungen
Folgende Änderungen wurden vor Beginn der Saison vorgenommen:
- Die Dragons de Verdun stellten den Spielbetrieb ein.
- Die Summum-Chiefs de Laval änderten ihren Namen in Summum-Chiefs de Saint-Jean-sur-Richelieu.
- Die Cristal de Saint-Hyacinthe änderten ihren Namen in Top Design de Saint-Hyacinthe.

## Reguläre Saison

### Abschlusstabelle
Abkürzungen: GP = Spiele, W = Siege, L = Niederlagen, T = Unentschieden, OTL = Niederlage nach Overtime, GF = Erzielte Tore, GA = Gegentore, Pts = Punkte
|                                           | GP | W  | L  | OTL | SOL | GF  | GA  | Pts |
| ----------------------------------------- | -- | -- | -- | --- | --- | --- | --- | --- |
| Saint-François de Sherbrooke              | 48 | 31 | 13 | 2   | 2   | 219 | 169 | 66  |
| Summum-Chiefs de Saint-Jean-sur-Richelieu | 48 | 32 | 14 | 1   | 1   | 215 | 172 | 66  |
| CRS Express de Saint-Georges              | 48 | 24 | 16 | 6   | 2   | 199 | 195 | 56  |
| Mission de Sorel-Tracy                    | 48 | 25 | 21 | 0   | 2   | 204 | 204 | 52  |
| Prolab de Thetford Mines                  | 48 | 23 | 22 | 1   | 2   | 212 | 228 | 49  |
| Radio X de Québec                         | 48 | 21 | 22 | 3   | 2   | 190 | 202 | 47  |
| Top Design de Saint-Hyacinthe             | 48 | 18 | 25 | 3   | 2   | 176 | 208 | 41  |
| Caron & Guay de Trois-Rivières            | 48 | 18 | 26 | 1   | 3   | 190 | 227 | 40  |

## Coupe Futura-Playoffs
| Coupe Futura-Viertelfinale | Coupe Futura-Viertelfinale                | Coupe Futura-Viertelfinale |  |  | Coupe Futura-Halbfinale | Coupe Futura-Halbfinale | Coupe Futura-Halbfinale |  |  | Coupe Futura-Finale | Coupe Futura-Finale | Coupe Futura-Finale |
|                            |                                           |                            |  |  |                         |                         |                         |  |  |                     |                     |                     |
|                            | nicht                                     |                            |  |  |                         |                         |                         |  |  |                     |                     |                     |
|                            | bekannt                                   |                            |  |  |                         |                         |                         |  |  |                     |                     |                     |
|                            | nicht                                     |                            |  |  |                         |                         |                         |  |  |                     |                     |                     |
|                            |                                           |                            |  |  |                         |                         |                         |  |  |                     |                     |                     |
|                            |                                           | bekannt                    |  |  |                         |                         |                         |  |  |                     |                     |                     |
|                            | nicht                                     |                            |  |  |                         |                         |                         |  |  |                     |                     |                     |
|                            |                                           |                            |  |  |                         |                         |                         |  |  |                     |                     |                     |
|                            | bekannt                                   |                            |  |  |                         |                         |                         |  |  |                     |                     |                     |
| 2                          | Summum-Chiefs de Saint-Jean-sur-Richelieu |                            |  |  |                         |                         |                         |  |  |                     |                     |                     |
| 2                          | Summum-Chiefs de Saint-Jean-sur-Richelieu |                            |  |  |                         |                         |                         |  |  |                     |                     |                     |
|                            |                                           | nicht bekannt              |  |  |                         |                         |                         |  |  |                     |                     |                     |
|                            | nicht                                     |                            |  |  |                         |                         |                         |  |  |                     |                     |                     |
|                            |                                           |                            |  |  |                         |                         |                         |  |  |                     |                     |                     |
|                            | bekannt                                   |                            |  |  |                         |                         |                         |  |  |                     |                     |                     |
|                            | nicht                                     |                            |  |  |                         |                         |                         |  |  |                     |                     |                     |
|                            |                                           |                            |  |  |                         |                         |                         |  |  |                     |                     |                     |
|                            |                                           | bekannt                    |  |  |                         |                         |                         |  |  |                     |                     |                     |
|                            | nicht                                     |                            |  |  |                         |                         |                         |  |  |                     |                     |                     |
|                            |                                           |                            |  |  |                         |                         |                         |  |  |                     |                     |                     |
|                            | bekannt                                   |                            |  |  |                         |                         |                         |  |  |                     |                     |                     |

## Vergebene Trophäen
| Auszeichnung                                          | Spieler                                   | Team                                      |
| ----------------------------------------------------- | ----------------------------------------- | ----------------------------------------- |
| Trophée Claude Larose Wertvollster Spieler            | Michel Picard                             | Prolab de Thetford Mines                  |
| Trophée Éric Messier Bester Verteidiger               | Simon Olivier                             | CRS Express de Saint-Georges              |
| Trophée Guy Lafleur Topscorer                         | Michel Picard                             | Prolab de Therford Mines                  |
| Trophée Maurice Richard Bester Torschütze             | Michel Picard                             | Prolab de Therford Mines                  |
| Trophée des Gouverneurs Bester Trainer                | Richard Vachon                            | CRS Express de Saint-Georges              |
| Trophée Jonathan Delisle Beste Führungsqualitäten     | Sylvain Rodier                            | Caron & Guay de Trois-Rivières            |
| Coupe Futura Gewinner der LNAH-Playoffs               | Summum-Chiefs de Saint-Jean-sur-Richelieu | Summum-Chiefs de Saint-Jean-sur-Richelieu |
| Coupe du Commissaire Bestes Team der regulären Saison | Summum-Chiefs de Saint-Jean-sur-Richelieu | Summum-Chiefs de Saint-Jean-sur-Richelieu |